# SN 2004gf
SN 2004gf – supernowa typu II odkryta 20 listopada 2004 roku w galaktyce UGC 11864. W momencie odkrycia miała maksymalną jasność 17,20m.